# Embryophyta
Le embriofite (Embryophyta Engler) sono un clade del regno delle piante e del sottoregno delle Viridiplantae, le piante verdi propriamente dette.
Esso filogenicamente raggruppa tutte le piante terrestri (anche se in qualche caso, come Zostera o Posidonia hanno secondariamente acquisito un adattamento alla vita acquatica). In passato erano dette anche archegoniate, dato che gli organi sessuali femminili sono chiamati appunto archegoni e cormofite, perché con cormo s'intende l'insieme di radici, fusto e foglie.
Caratteristica delle embriofite è la formazione di un embrione a partire dallo zigote: di un organismo, cioè, nutrito e protetto dall'organismo genitore a cui rimane unito per un tempo più o meno lungo.

## Tassonomia
Nelle classificazioni precedenti erano contrapposte alle tallofite (gruppo parafiletico o polifiletico, a seconda delle specie che vi erano assegnate). Le tallofite, che spesso comprendevano anche i funghi, erano gli organismi vegetali che non presentavano veri tessuti e il cui corpo vegetativo è costituito dal tallo.
Del clade (o infraregno) Embryophyta fanno parte filogeneticamente le seguenti Divisioni:
- Anthocerotophyta (antocerote)
- Bryophyta (muschi)
- Marchantiophyta (epatiche)
- Tracheophyta

Nella classificazione tradizionale, tuttavia, nonostante la presunta monofileticità di Embryophyta, primi tre cladi (antocerote, muschi e epatiche) vengono considerati appartenere a un unico sottoclade (o superdivisione) di Embryophyta. 
Attualmente si è proposto di inserire le prime tre divisioni in una superdivisione denominata Atracheobionta, e di promuovere Tracheophyta al rango di superdivisione sorella della precedente, secondo il seguente schema:
- Atracheobionta
  - Anthocerotophyta (antocerote)
  - Bryophyta (muschi)
  - Marchantiophyta (epatiche)
- Tracheophyta

Questo perché tale raggruppamento comprende le piante vascolari propriamente dette, ovvero la maggior parte delle piante terrestri, escluse le felci, muschi ed epatiche, che invece costituiscono le piante terrestri meno evolute.